# Orchid (Florida)
Orchid è una città degli Stati Uniti d'America, situata in Florida, nella Contea di Indian River.